# Chamelaucium drummondii
Chamelaucium drummondii är en myrtenväxtart som först beskrevs av Porphir Kiril Nicolai Stepanowitsch Turczaninow, och fick sitt nu gällande namn av Carl Daniel Friedrich Meisner. Chamelaucium drummondii ingår i släktet Chamelaucium och familjen myrtenväxter. Inga underarter finns listade i Catalogue of Life.